# Athearnia anthonyi
Athearnia anthonyi е вид коремоного от семейство Pleuroceridae. Видът е световно застрашен, със статут Уязвим.

## Разпространение
Разпространен е в САЩ (Алабама, Джорджия и Тенеси).